# Ray Wise

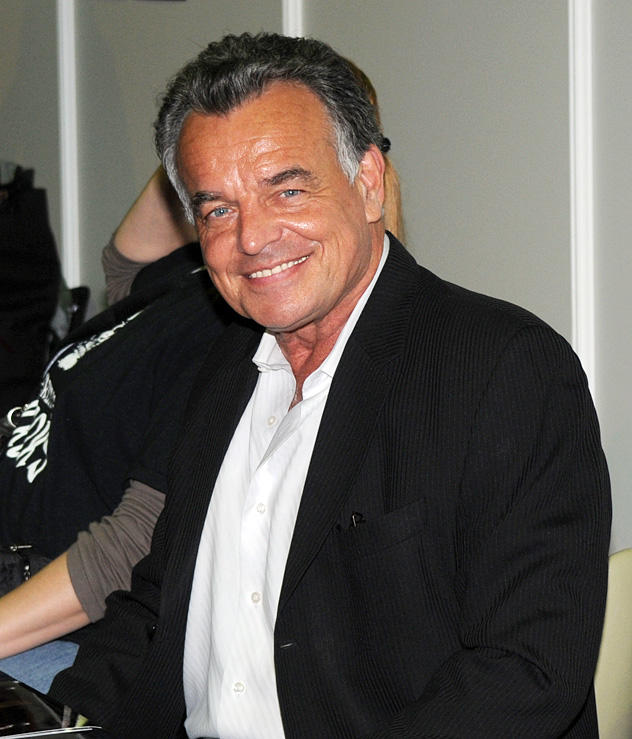
Ray Wise im November 2011

Raymond Herbert „Ray“ Wise (* 20. August 1947 in Akron, Ohio) ist ein US-amerikanischer Schauspieler.

## Leben
Ray Wise wurde in Akron, Ohio geboren und ist zur Hälfte rumänischer Abstammung. Wise ist seit 1978 mit Kass McClaskey, einer Produzentin von Fernseh-Werbespots, verheiratet. Beide haben einen Sohn (* 1985) und eine Tochter (* 1987). Wise lebt in Glendale, Kalifornien.

## Karriere
Wise spielte in den frühen 1980er-Jahren verschiedene Rollen in weniger aufsehenerregenden Kino- und Fernsehfilmen wie die des Doktors Alec Holland in Wes Cravens Das Ding aus dem Sumpf (Swamp Thing) von 1982, doch in den späten 1980er Jahren erlebte er seinen Durchbruch als Schauspieler. Nachdem er in Paul Verhoevens Science-Fiction-Film RoboCop mit dem Part des „coolen“ Killers Leon Nash auf sich hatte aufmerksam machen können, wurden Wise in den folgenden Jahren zahlreiche Rollen in Fernsehserien angetragen. Seinen größten Erfolg konnte er mit der Rolle des Leland Palmer in David Lynchs gefeierter Fernsehserie Twin Peaks verbuchen, die ihn im US-Fernsehen endgültig als gefragten Schauspieler etablierte.
In den folgenden Jahren spielte er zahlreiche Rollen in Fernsehserien wie Star Trek: Raumschiff Voyager, Charmed – Zauberhafte Hexen oder The West Wing – Im Zentrum der Macht. Im Jahr 2006 war Wise als Don Hollenbeck in dem Kinofilm Good Night, and Good Luck zu sehen, bevor er mit der Rolle des US-Vize-Präsidenten in der fünften Staffel der Serie 24 ins Fernsehmetier zurückkehrte. In der Fernsehserie Reaper – Ein teuflischer Job porträtierte er von 2007 bis 2009 den Teufel. 2013 gab es ihn für den Song Wishes des Pop-Duos Beach House erstmals als Darsteller in einem Musikvideo zu sehen. Als Erzähler William Dekker führte er durch den Dokumentarfilm Digging Up the Marrow, der unter der Regie von Adam Green 2014 entstand.

## Filmografie (Auswahl)

### Fernsehserien
- 1978: Drei Engel für Charlie (Charlie’s Angels, Fernsehserie, Episode 3x06: Nur Verlierer müssen gewinnen)
- 1978: Barnaby Jones (Episode Stages of Fear)
- 1981: Lou Grant (Episode Strike)
- 1982: Dallas (8 Episoden)
- 1982: Zeit der Sehnsucht (Days of our Lives, eine Episode)
- 1983: The Mississippi (Episode Joey)
- 1984: T.J. Hooker (Episode Hot Property)
- 1984: Das fliegende Auge (Blue Thunder, Episode Payload)
- 1984: Hart aber herzlich (Hart to Hart, Episode Larsen’s Last Jump)
- 1984: Trapper John, M.D. (Episode Aunt Mildred is Watching)
- 1984: Trio mit vier Fäusten (Riptide, Episode Beat the Box)
- 1984: Remington Steele (Episode A Pocketful of Steele)
- 1985: Das A-Team (The A-Team, Episode A Lease With An Option To Die)
- 1986: Agentin mit Herz (Scarecrow and Mrs. King, Episode Pharaoh’s Engineer)
- 1986: Airwolf (Episode Hawke’s Run)
- 1986: Stingray (Episode Ether)
- 1986: Die Colbys – Das Imperium (Dynasty II – The Colbys, 5 Episoden)
- 1986: Hunter (Episode Crime of Passion)
- 1987: Die Schöne und das Biest (Beauty and the Beast, Episode Once upon a Time)
- 1989: Raumschiff Enterprise – Das nächste Jahrhundert (Star Trek: The Next Generation, Episode Der Gott der Mintakaner)
- 1990–1991, 2017: Twin Peaks (19 Episoden)
- 1994: Walker, Texas Ranger (Episode Agentur für gestohlenen Babys)
- 1996–1997: Savannah (34 Episoden)
- 1998: Star Trek: Raumschiff Voyager (Star Trek: Voyager, Episode In Furcht und Hoffnung)
- 1998: Beverly Hills, 90210 (2 Episoden)
- 1999: Diagnose: Mord (Diagnosis Murder, Episode The Flame)
- 2001: Für alle Fälle Amy (Judging Amy, Episode Unter Druck)
- 2002: Charmed – Zauberhafte Hexen (Charmed, Episode Lost and Bound)
- 2003: Dawson’s Creek (Episode All the Right Moves)
- 2005: The West Wing – Im Zentrum der Macht (The West Wing, Episode La Palabra)
- 2006: The Closer (Episode The Other Woman and Out of Focus)
- 2006: Bones – Die Knochenjägerin (Bones, Episode Ein Toter auf den Gleisen)
- 2006: 24 (6 Episoden)
- 2006: CSI: Den Tätern auf der Spur (CSI: Crime Scene Investigation, Episode Rashomama)
- 2007–2009: Reaper – Ein teuflischer Job (Reaper, 31 Episoden)
- 2007: Law & Order: Special Victims Unit (Episode Loophole)
- 2007: Burn Notice (Pilot-Episode)
- 2009–2010, 2014: Psych (3 Episoden, u. a. Das Geheimnis von Dual Spires)
- 2010: Castle (Episode 2x15 Cuba Libre)
- 2010–2015: Mad Men (5 Episoden)
- 2011: Chuck (3 Episoden)
- 2011: Hawaii Five-0 (Episode Powa Maka Moana)
- 2011: 90210 (Episode It’s the Great Masquerade, Naomi Clark)
- 2011–2014: How I Met Your Mother (6 Episoden)
- 2012: Navy CIS (Episode Superhelden)
- 2012: The Mentalist (Episode Das offene Grab)
- 2012: Rizzoli & Isles (Episode Liebeswahn)
- 2012: Criminal Minds (Episode Der Gott-Komplex)
- 2013: Perception (Episode Es waren einmal die Wahrheiten)
- 2014: Schatten der Leidenschaft (The Young and the Restless, 49 Episoden)
- 2014: Deadbeat (1 Episode)
- 2015–2016: Marvel’s Agent Carter (4 Episoden)
- 2015–2020: Fresh Off the Boat
- 2016: Gilmore Girls: Ein neues Jahr (Gilmore Girls: A Year in the Life, 3 Episoden)
- 2017: Fargo (2 Episoden)
- 2019: Chilling Adventures of Sabrina (Episode Kapitel sechzehn: Blackwood)

### Filme
- 1968: Dare the Devil
- 1978: Tartuffe
- 1982: Das Ding aus dem Sumpf (Swamp Thing)
- 1982: Katzenmenschen (Cat People)
- 1985: Die Verführung (Seduced, Fernsehfilm)
- 1985: Die Abenteuer der Natty Gann (The Journey of Natty Gann)
- 1986: Condor (Fernsehfilm)
- 1987: RoboCop
- 1990: Sirene I (La grieta)
- 1992: Twin Peaks – Der Film (Twin Peaks – Fire Walk with Me)
- 1992: Bob Roberts
- 1993: Die Wiege der Sonne (Rising Sun)
- 1994: Highway Heat (The Chase)
- 1995: Powder
- 1998: Der kickende Müllmann (The Garbage Picking Field Goal Kicking Philadelphia Phenomenon)
- 1998: Steel Train (Evasive Action)
- 2003: Jeepers Creepers 2
- 2003: Dead End
- 2006: Peaceful Warrior
- 2006: Good Night, and Good Luck
- 2007: The Flock – Dunkle Triebe (The Flock)
- 2007: 7-10 Split
- 2008: Ein tödlicher Anruf (One Missed Call)
- 2009: Infestation – Nur ein toter Käfer ist ein guter Käfer (Infestation)
- 2011: X-Men: Erste Entscheidung (X-Men: First Class)
- 2011: Chillerama
- 2011: Rosewood Lane
- 2013: Big Ass Spider!
- 2013: First Impact – Der Paketbombenjäger (No God, No Master)
- 2014: How to Catch a Monster
- 2015: The Lazarus Effect
- 2015: Jurassic City
- 2015: Night of the Living Deb
- 2016: Gott ist nicht tot 2 (God’s Not Dead 2)
- 2019: The Chain
- 2021: Psych 3: This Is Gus (Fernsehfilm)
- 2023: Poolman

### Videospiele
- 2001: Command & Conquer: Alarmstufe Rot 2